# Abraham Arondeus
Abraham Arondeus (16??-1710) fut un imprimeur libraire de La Haye, aux Provinces-Unies. Sa carrière active d'édition de livres se déroula entre 1672 et 1699.

## livres imprimés
- La Politique du clergé de France, ou Entretiens curieux de deux catholiques romains, l’un Parisien & l’autre Provincial, sur les moyens dont on se sert aujourd’huy, pour destruire la religion protestante dans ce royaume* de Pierre Jurieu, vers 1681.  lire en ligne
- Les Derniers Efforts de l'innocense Affligée,de Pierre Jurieu, 1682
- Description nouvelle de ce qu'il y a de plus remarquable dans la ville de Paris. Tome 2, par M. B****, 1685 lire en ligne